# Дубянський Федір Михайлович
Дубянський Федір Михайлович (нар. 5 лютого 1760, Санкт-Петербург — пом. 4 серпня 1796, Санкт-Петербург) — російський композитор і поет.

## Життєпис
Син Михайла Федоровича Дубянського, який був унтер-єгермейстером Її Імператорської Величності, і Наталії Федорівни. Був активним учасником у зведенні на престол Катерини II. У родині Дубянських була одна дівчинка і чотири хлопчики, одним з яких і був Федір.
Федір Дубянський був військовим, дослужився до чину бригадира в 1786 році, потім служив радником і членом правління в Дворянському позиковому банку.
Вчився грати на скрипці, виступав у петербурзьких салонах.
Із творів Дубянського відомі «6 російських пісень», які були надруковані анонімно в «Карманній книжці для любителів музики» на 1795 рік Й. Д. Ґерстенберга. Пісні Дубянського відрізняються виразною мелодійністю, простотою і ясністю музичного малюнка супроводу. Найбільшої популярності серед робіт Федора Дубянського отримала його пісня «Голубок» на вірші І. І. Дмитрієва (рос. Стонет сизый голубочек). Також відомі його фортепіанні твори. Він був одним з перших представників сентименталізму в російській вокальній ліриці, втілив елегійні настрої поезії І. І. Дмитрієва, B. B. Капніста, Ю. О. Неледінського-Мелецького.
Кілька пісень Дубянського передруковано c деякими фактурними змінами в «Пісеннику» Ґерстенберга і Дітмара (1797 — 98), інші зустрічаються в рукописних збірниках початку XIX століття.
Переправляючись через Неву, Дубянський потонув 4 серпня 1796 року. Після смерті композитора Г. Р. Державін присвятив Дубянському оду «Утоплення».